# Mansart (cratère)
Pour les articles homonymes, voir Mansart.
Mansart est un cratère d'impact présent sur la surface de Mercure. 
Le cratère fut ainsi nommé par l'Union astronomique internationale en 1979 en hommage à l'architecte français Jules Hardouin-Mansart. 
Son diamètre est de 84.97 km. Il se situe dans le quadrangle de Borealis (quadrangle H-1) de Mercure.